# Игнатий Ефрем II Керим
Игнатий Ефрем II (в миру Саид Керим, сир. ܣܥܝܕ ܟܪܝܡ, араб. سعيد كريم‎; род. 3 мая 1965, Эль-Камышлы, провинция Хасеке, Сирия) — 123-й патриарх Антиохии и всего Востока, глава Сиро-яковитской православной церкви с 2014 года.

## Биография
Эфрем II до своего избрания возглавлял Северо-Американскую митрополию и носил имя митрополита Кирилла Ефрема. Он родился в 1965 году в сирийском городе Камышлы (провинция Эль-Хасика). Духовное образование получил в духовной семинарии в Атшане (к северу от Бейрута) и Коптском богословском институте в Каире, который окончил в 1988 году. Степени лиценциата и доктора богословия он защитил в католической духовной семинарии Св. Патрика в Ирландии.
Эфрем II принял монашество в 1985 году. Епископское служение проходил в Камышлы, а затем в Великобритании и Ирландии.
На предстоятельской кафедре сменил скончавшегося 21 марта Мар Игнатия Закку I (Иваса), находившегося на патриаршем престоле с 1980 года.
Выборы на патриарший престол прошли в ливанском городе Атшан 31 марта 2014 года. По избрании им было взято имя Игнатия Ефрема.